# Смит, Терри
Терри Смит (англ. Terry Smith; 26 июля 1971, Литл-Рок, Арканзас, США) — американский боксёр-профессионал, выступающий в тяжелой весовой категории.

## Профессиональная карьера
На профессиональном ринге Смит дебютировал 11 августа 2001 года в возрасте 30 лет, все бои в дальнейшем провёл в США. Несмотря на то, что в любительском боксе Терри не добился серьёзных успехов, заложенный там технико-тактический фундамент крепко пригодился ему в дальнейшем. В частности, к хлесткому удару справа «приложились» хорошая работа ног, скоростная выносливость, стойкость в ринге и умение надежно оберегать себя от атак соперника. Смит не являлся крупным тяжеловесом — при росте 188 см весил около 95 кг (ближе к концу карьеры прибавил до 100 кг) — и сполна использовал в боях свою подвижность. Но поздний переход в профессионалы, не отличающийся разнообразием арсенал атакующих ударов американца и отсутствие в нём (арсенале) мощного нокаутирующего «подарка» для серьёзных соперников не позволили Терри пробиться в число элитных боксеров тяжелой весовой категории.

### 2001—2002 годы
Первые два профессиональных боя Терри Смит провёл в родном городе Литл-Роке, штат Арканзас и, к вящей радости местной публики, убедительно нокаутировал своих соперников. До конца 2001 года американский тяжеловес закончил досрочно ещё пару поединков, а в 2002-м набрал поистине крейсерский ход, выходя на ринг каждый месяц, кроме июня и ноября. В трёх из этих десяти боев оппоненты Смита услышали финальный гонг, проиграв в итоге по очкам, однако ни один из них не мог похвастать тем, что доставил Терри сколько-нибудь серьёзные трудности.

### 2003 год
В 2003 году победное шествие Смита продолжилось. За девять месяцев он успел выиграть два боя нокаутом, а ещё в двух переиграть соперников по очкам, что называется, в одну калитку. 18 октября 2003 года Терри вышел в ринг с 23-летним соотечественником Кендриком Релефордом, примечательным, пожалуй, лишь тем, что в своем последнем поединке с перспективным украинским боксером Александром Дмитренко выдержал все шесть заявленных раундов. Релефорд также никогда не уповал в боях на разовый мощный удар по причине отсутствия такового, стараясь переиграть соперника. Удивительно, но считавшийся куда более техничным боксером Смит в этом противостоянии «игровиков» так до конца и не смог приспособиться к действиям оппонента. Кендрик не проигрывал ему в скорости, выбросил достаточное количество точных ударов и правильно разложил силы по десятираундовой дистанции боя. Судейское трио проявило редкостное единодушие, выставив абсолютно идентичные очки — 95-95. Таким образом, безупречный доселе послужной список Терри Смита оказался подпорчен совершенно необязательной ничьей.

### 2004 год
В марте-апреле 2004 года американский тяжеловес нокаутировал двух значительно уступающих ему в классе соперников, утвердив личный рекорд на отметке 20 побед при одном ничейном результате. Ровно столько же побед имел в активе боксер, который 15 мая должен был сойтись с Терри в очном поединке в Чикаго.

#### 15 мая 2004 годаТерри Смит —Кэлвин Брок
- Место проведения:  «ДеПол Атлетик Центр», Чикаго, Иллинойс, США
- Результат: Победа Брока по очкам единогласным решением судей в десятираундовом бою
- Статус: Рейтинговый бой
- Рефери: Тимоти Адамс
- Счет судей: Хорхе Домингес (94-96, Брок), Гэри Крус (93-97, Брок), Джон МакКарти (92-98, Брок)
- Вес: Смит — 99,3 кг; Брок — 102,7 кг
- Трансляция: ESPN2

Промоутеры спортсменов последовали распространенной практике, решив выяснить, кто же из этих двух перспективных мастеров более достоин дальнейшей «раскрутки» в тяжелой весовой категории. В данном поединке Смит не сумел показать своих лучших качеств, и произошло это главным образом потому, что Кэлвин Брок на поверку оказался куда более разносторонним и умелым бойцом, нежели он сам. По ходу боя Терри грамотно действовал в ближнем бою и вполне прилично защищался, став в итоге всего лишь третьим боксером в послужном списке оппонента, не побывавшим после встречи с ним в нокауте. Но Брок все-таки бил куда жестче и точнее соперника, и этот факт нашёл своё отражение в единогласном судейском решении в пользу Кэлвина. Таким образом, 15 мая 2004 года Терри Смит потерпел первое поражение на профессиональном ринге.
После неудачи в бою с Броком Терри нужно было искать новый путь к вершинам. Восстановившись, Смит провёл в ноябре «разминочный» шестираундовый поединок, уверенно переиграв в нём по очкам малоизвестного бойца. 4 декабря 2004 года американец проверил свои силы в схватке с 19-летним Деметрисом Кингом, изрядно уступавшим Терри в опыте, но, тем не менее, считавшимся весьма стойким и в придачу к этому бьющим боксером. Уже в первом раунде Смит пропустил тяжелый удар, оказавшись в нокдауне. Однако дальнейшее развитие событий показало, что Терри полностью оправился от последствий неприятного эпизода. Он уверенно перехватил инициативу и наглядно продемонстрировал своё превосходство в технике. В итоге все три арбитра увидели в этом бою победу Смита.

### 2005 год
Боксерский год начался для Терри ответственным поединком против крепкого доминиканца Фернели Фелиза. 25 февраля 2005 года Смит сумел перебоксировать соперника в игровой манере, хотя назвать его выигрыш убедительным было сложно. До конца года американский тяжеловес успел отпраздновать победы ещё в трёх боях, причем в сентябре Терри одолел самого высокого из ныне действующих боксеров — своего соотечественника Джулиуса Лонга. В этом поединке Лонг достаточно много бил и часто попадал, но удары Смита внешне выглядели куда более мощными и эффектными, производя благотворное впечатление на судей. В результате по итогам десяти запланированных раундов Терри был назван лучшим на всех трёх судейских картах.

### 2006 год
Успешный минувший год позволял Смиту рассчитывать на то, что ему предоставят ещё один шанс пробиться наверх, поближе к лидерам тяжелой весовой категории. Выиграв в апреле и июне два не слишком сложных восьмираундовых боя, Терри впервые в карьере получил возможность сразиться за чемпионский пояс. На пути Смита к титулу по малопопулярной версии WBO NABO (Североамериканская боксерская организация под эгидой WBO) стоял испытанный боец Джамиль Макклайн, сражавшийся на своем веку за куда более ценные трофеи профессионального бокса и имевший опыт встреч со многими сильными тяжеловесами.

#### 21 июля 2006 годаТерри Смит —Джамиль Макклайн
- Место проведения:  «Миллион Доллар Элм Казино», Талса, Оклахома, США
- Результат: Победа Макклайна по очкам единогласным решением судей в десятираундовом бою
- Статус: Бой за звание чемпиона мира по версии WBO NABO
- Рефери: Гэри Риттер
- Счет судей: Джеральд Риттер (94-97, Макклайн), Дон Гриффин (93-97, Макклайн), Бретт Миллер (92-98, Макклайн)
- Вес: Смит — 102,1 кг; Макклайн — 122,5 кг
- Трансляция: ESPN

Значительно уступавший Макклайну в росте, массе и длине рук Смит по ходу боя пытался проходить на удобную для него дистанцию, не забывая при этом о необходимости предельно четко защищаться. Но джеб соперника не давал Терри возможности действовать в привычном игровом ключе, а обезопасить себя от всех ударов Джамиля было, разумеется, нереально. Макклайн выглядел лучше на протяжении большей части поединка и заслуженно победил, растоптав мечты Смита о чемпионском поясе. Через четыре с половиной месяца Терри вернулся на ринг, но число видящих в 35-летнем боксере перспективную боксерскую величину изрядно поубавилось.

### 2007 год

#### 11 мая 2007 годаТерри Смит —Кельвин Дэвис
- Место проведения:  «Баффало Ран Казино», Майами, Оклахома, США
- Результат: Победа Смита по очкам единогласным решением судей в десятираундовом бою
- Статус: Рейтинговый бой
- Рефери: Гэри Риттер
- Счет судей: Джерри Гриффин (97-93, Смит), Дэвид Сазерлэнд (98-92, Смит), Барбара Бонник (98-92, Смит)
- Вес: Смит — 102,1 кг; Дэвис — 93,0 кг
- Трансляция: ESPN

В мае 2007 года Терри Смиту организовали бой с экс-чемпионом мира по версии IBF в первом тяжелом весе Кельвином Дэвисом, давно миновавшим пик своей профессиональной карьеры. Многие специалисты ожидали, что «мелкий» для данной весовой категории Дэвис будет превосходить Смита в скорости и технике, благодаря которым Кельвин некогда достойно сражался со «звездами» первого тяжелого веса. С учётом отсутствия у Терри нокаутирующего удара его перспективы в данном бою выглядели туманными; в зрелищность же поединка двух «игровиков» не верилось вовсе. Однако действо в Майами приятно удивило бы даже самую взыскательную зрительскую аудиторию. Соперники словно забыли о своей принадлежности к категории тяжеловесов, работая в высоком темпе и выбрасывая большое количество ударов. При этом Смит совершенно очевидно переигрывал оппонента, умело пресекая атаки Дэвиса и разнообразно атакуя сам. По окончании боя все трое судей отдали предпочтение Терри. Показав неожиданно яркий бокс, Смит вселил в сердца своих почитателей надежду на новые свершения.
Дальнейшие выступления Смита показали, что успех в бою с Дэвисом был лебединой песней боксера. 10 августа 2007 года его одолел опытнейший Роб Кэллоуэй, который после ряда поражений от известных бойцов предпочитал драться в основном с малоизвестными или откровенно вышедшими в тираж соперниками и выиграл перед встречей с Терри восемь поединков кряду. Казалось, Смит способен победить оппонента на классе. Однако Кэллоуэй сразу же огорошил Терри умением очень жестко бить и комфортно чувствовал себя как на дистанции, так и в ближнем бою. Смит же откровенно не дотягивал до собственного уровня, что нивелировало его превосходство в технике. В поздних раундах Терри сознательно пошёл на обострение. В открытом боксе шансы Смита на победу стремились к нулю, но даже при отсутствии должной ударной мощи он сумел на заключительном временном отрезке боя создать сопернику серьёзные проблемы. Правда, Кэллоуэй выстоял, и трио судей выставило очки в его пользу.
Убедиться в справедливости данного решения могли и российские любители профессионального бокса — поединок транслировался на телеканале РТР-«Спорт». Через полтора месяца Терри проиграл ещё и шестираундовую схватку Роберту Хоукинсу, безоговорочно уступив по очкам. Прозванный «нарушителем спокойствия» Смит, похоже, был более не в состоянии нарушать спокойствие соперников в ринге.

### 2008 год
Весной 2008 года увидеть Терри в бою против своего подопечного очень хотела команда известного и до сей поры небитого Джо Меси. Но в процессе подготовки к поединку ожидаемый соперник Смита получил травму плеча.
Тогда на горизонте возник нежно пестуемый промоутерами Кевин Джонсон, не проигравший к тому времени ни одного боя.

#### 18 апреля 2008 годаТерри Смит —Кевин Джонсон
- Место проведения:  «Баффало Ран Казино», Майами, Оклахома, США
- Результат: Победа Джонсона по очкам единогласным решением судей в десятираундовом бою
- Статус: Рейтинговый бой
- Рефери: Стив Смогер
- Счет судей: Дэвид Сазерлэнд (93-97, Джонсон), Джеральд Риттер (93-97, Джонсон), Гэри Риттер (94-96, Джонсон)
- Вес: Смит — 101,6 кг; Джонсон — 110,2 кг
- Трансляция: ESPN

Как бы плохо не выступал Смит в конце 2007-го, к этому бою он подготовился на совесть. Другое дело, что для победы над безударным, но подвижным и техничным соперником требовалось, прежде всего, не уступить ему в означенных компонентах, то есть в скорости и технике. Будь Терри моложе, он, возможно, и смог бы переиграть оппонента «на ногах». В данном же случае большинство эпизодов боя заканчивалось в пользу Джонсона. Кевин более эффективно атаковал джебом, демонстрировал хорошую ручную скорость и сохранил достаточно сил на концовку поединка, которую выиграл вчистую.
Поражение по очкам единогласным решением судей поставило крест на ещё одной попытке Смита одержать победу над возрастом и беспощадным временем.
Последние неудачи, похоже, ничуть не поколебали желания Терри продолжать карьеру. Мало того, Смит получил возможность провести титульный бой. Обладателю чемпионского звания по версиям Восточного и Азиатско-Тихоокеанского региональных отделений WBO, перспективному Шейну Кэмерону требовался опытный, крепкий соперник с приличным послужным списком для проведения очередной защиты поясов вышеозначенных организаций. Не представлявший реальной опасности для более молодого, достаточно быстрого и техничного новозеландского нокаутера Терри идеально подходил на эту роль.

#### 27 сентября 2008 годаТерри Смит —Шейн Кэмерон
- Место проведения:  «Таун Холл», Кристчёч, Новая Зеландия
- Результат: Победа Кэмерона по очкам единогласным решением судей в двенадцатираундовом бою
- Статус: Бой за звание чемпиона мира по версиям Восточного и Азиатско-Тихоокеанского региональных отделений WBO
- Рефери: Ферлин Марш

В данном поединке Смит доказал, что по-прежнему является чрезвычайно стойким, выносливым и обладающим несомненным умением держать удар бойцом. Отбоксировав все 12 запланированных раундов, он стал всего лишь четвёртым в списке тех, кому удалось услышать финальный гонг в бою против Кэмерона. Но, несмотря на это, доставить новозеландцу серьёзные проблемы в ринге Терри не сумел. Чемпион выглядел на голову сильнее оппонента во второй половине боя, дважды отправив Смита в нокдаун, и уверенно победил по очкам

## Интересные факты
- Дома и стены помогают

Смиту нередко случалось боксировать в своем родном городе Литтл-Роке. После проведённых там двух боев на старте профессиональной карьеры Терри в течение трёх последующих лет неизменно дрался на «домашнем» ринге, по меньшей мере, раз в год. Примечательно, что все свои поединки в родных стенах Смит выиграл, в том числе у Деметриса Кинга в декабре 2004-го.